# Alpaida darlingtoni
Alpaida darlingtoni Levi, 1988 è un ragno appartenente alla famiglia Araneidae.

## Etimologia
Il nome della specie è in onore di Philip Jackson Darlington (1904-1983) raccoglitore degli esemplari e curatore del Museum of Comparative Zoology dell'Università di Harvard

## Caratteristiche
L'olotipo femminile rinvenuto ha dimensioni: cefalotorace lungo 2,1mm, largo 1,6mm; il primo femore misura 1,9mm e la patella e la tibia circa 2,3mm.

## Distribuzione
La specie è stata rinvenuta nella Colombia settentrionale: sulle pendici di Cerro Pulmado, a 2500-2800m di altitudine, nella Sierra Nevada de Santa Marta, grande massiccio montuoso che culmina nel Picco Cristoforo Colombo (5775m).

## Tassonomia
Al 2014 non sono note sottospecie e dal 1988 non sono stati esaminati nuovi esemplari.